# Nokia Lumia 1020
Nokia Lumia 1020 (інші назви Nokia EOS, Nokia 909) — смартфон із серії Lumia, розроблений компанією Nokia, анонсований 11 червня 2013 року на спеціальному заході Nokia Zoom Reinvented у Нью-Йорку. Апарат працює під управлінням Windows Phone 8, його попередник — Nokia 808 PureView.

## Зовнішній вигляд
Корпус смартфона зроблено із полікарбонату, розміри 130.4 мм x 71.4 мм x 10.4 мм, у місці, де розміщено камеру, є потовщення. Дизайн апарату подібний до його попередників. Доступні білий, жовтий і чорний кольори. Полікарбонатний корпус зроблено суцільно кольоровим, а не фарбованим, тому подряпини не можуть призвести до втрати кольору.

## Характеристики смартфону

### Апаратне забезпечення
Смартфон працює на базі двоядерного процесора Snapdragon S4 Plus (MSM8960) від Qualcomm, що працює із тактовою частотою 1,5 ГГц (архітектура ARMv7), графічний процесор — Adreno 225. Оперативна пам'ять — 2 Гб і вбудована пам'ять — 32 або 64 Гб (слот розширення пам'яті відсутній). Апарат оснащений 4,5-дюймовим (114,3 мм відповідно) екраном із розширенням 768 x 1280 пікселів, тобто із щільністю пікселів 334 (ppi), що виконаний за технологією AMOLED. В апарат вбудовано 41-мегапіксельну основну камеру, що може знімати Full HD-відео (1020p) із частотою 30 кадрів на секунду, фронтальна камера — 1,2 Мп. Дані передаються бездротовими модулями Wi-Fi (802.11a/b/g/n), Bluetooth 3.0. Вбудована антена стандарту GPS + GLONASS. Весь апарат працює від Li-ion акумулятора ємністю 2000 мА·г, що може пропрацювати у режимі очікування 384 годин (16 днів), у режимі розмови — 19,1 години, і важить 158 грамів.

### Камера PureView Pro
В апараті використовується 41-мегапіксельна камера із фірмовими лінзами від Carl Zeiss, що містить технологію PureView. Розміри сенсора, що виконаний за технологією BSI, у смартфоні становлять 1/1.5", що менше, ніж у його попередника Nokia 808 PureView (1/1.2"), проте суттєво більше, ніж у більшості смартфонів 2013 року випуску (1/3.2"). Тобто через збільшену площу пікселів, вдалося досягнути кращої якості зображення в умовах низької освітленості. Також завдяки зменшенню фізичних розмірів, було додано механізм оптичної стабілізації зображення (OIS). Має ксеоновий і LED-спалахи.

### Програмне забезпечення
Nokia Lumia 1020 постачається із встановленою операційною системою Windows Phone 8 від Microsoft. Також компанією Nokia було розроблено спеціальне програмне забезпечення Nokia Pro Cam, що надає широкі можливості налаштування у роботі із камерою.

## Критика
Ресурс «PhoneArena» поставив апарату 8,5 із 10 балів. До плюсів зараховано безпрецедентна якість фото і відео, багато ручного керування, міцна конструкція, до мінусів — ціна («трохи дорого»), технічні характеристики («не захоплююче»), час роботи батареї.
«TheVerge» поставив 8,1/10, сказавши, що «Lumia 1020 є поки що одним із найкращих апаратів і, звичайно, найлегшим для продажу». До переваг було зараховано камера («захоплююча»), батарея («чудовий час роботи»), хороша робота, до недоліків — розміри («великий і незграбний»), програмне забезпечення для фотогафій («слабке»), фотографії («важко переглянути у повному розмірі»).